# Campionato sudamericano di rugby 1979
Il campionato sudamericano di rugby 1979 (in spagnolo Sudamericano de Rugby 1979; in portoghese Campeonato Sul-Americano de Rugby de 1979) fu l'11º campionato continentale del Sudamerica di rugby a 15.
Si tenne in Cile dal 4 al 12 ottobre 1979 tra cinque squadre nazionali e fu vinto dall'Argentina al suo undicesimo successo, assoluto e consecutivo.
Il torneo fu organizzato dalla Federación de Rugby de Chile e si tenne presso le strutture del Club Deportivo Stade Français di Santiago nonché lo stadio Sausalito di Viña del Mar.
Per l'Argentina si trattò dell'ennesima vittoria a punteggio pieno: dall'esordio della manifestazione nel 1951 i Pumas si erano aggiudicati undici titoli consecutivi e disputato 36 incontri vincendoli tutti.
Il valore delle marcature, come stabilito dall’IRFB nel 1977, era: 4 punti per ciascuna meta (6 se trasformata), 3 punti per la realizzazione di ciascun calcio piazzato, idem per il drop.

## Squadre partecipanti
- Argentina
- Brasile
- Cile
- Paraguay
- Uruguay

## Risultati

### 1ª giornata
| Arbitro: | Victor Muñoz |

|                  |      |                |
| Argerich Ventura | mt   | M. Smith       |
| Sanguinetti      | tr   |                |
| Beccar (3)       | c.p. | J. Zerbino (4) |

| Santiago del Cile 4 ottobre 1979 | Cile | 27 – 13 | Paraguay | C.D. Stade Français |

### 2ª giornata
| Santiago del Cile 6 ottobre 1979                                                                     | Brasile | 0 – 48                                          | Uruguay | C.D. Stade Français |
| mt Bonner Cerruti (2) Peirano M. Smith Vaccaro (2) tr Peirano (3) J. Zerbino (4) c.p. J. Zerbino (2) |         |                                                 |         |                     |
| |         |                                                 |         |                     |
| | mt      | Bonner Cerruti (2) Peirano M. Smith Vaccaro (2) |         |                     |
| | tr      | Peirano (3) J. Zerbino (4)                      |         |                     |
| | c.p.    | J. Zerbino (2)                                  |         |                     |

| Arbitro: | Tomás Artaveytis |

|              |      |                                         |
| Ramírez      | mt   | Terán Negri Paz (2) Ramallo Sanguinetti |
| Planella     | tr   | Beccar Sanguinetti                      |
| Planella (3) | c.p. | Beccar Sanguinetti                      |

### 3ª giornata
| Arbitro: | Victor Muñoz |

|                                                                                            |      |                 |
| Courreges (2) Escalante Terán (2) G. Morgan (3) Puccio Ramallo (2) Sanguinetti (2) Ventura | mt   | Gímenez Taboada |
| Dip (6) Escalante                                                                          | tr   | Mongelos        |
| Dip (2)                                                                                    | c.p. | Mongelos        |

| Viña del Mar 7 ottobre 1979 | Cile | 53 – 6 | Brasile | Stadio Sausalito |

### 4ª giornata
| Arbitro: | Gustavo Grenou |

|                                                                                            |      |        |
| Cerioni (2) Courreges Dip Terán (4) G. Morgan (3) Negri Paz (2) Puccio Sartori (3) tecnica | mt   |        |
| Dip (9) Sanguinetti (6)                                                                    | tr   |        |
|                                                                                            | c.p. | Bishop |
| Escalante                                                                                  | drop |        |

| Arbitro: | Léon Reims |

|          |      |                                                             |
| Gímenez  | mt   | Arechavaleta (2) Patino (3) Peirano Ubilla Viera J. Zerbino |
| di Tore  | tr   | Peirano (3) J. Zerbino                                      |
| Mongelos | c.p. | Peirano Zerbino (2)                                         |

### 5ª giornata
| Santiago del Cile 12 ottobre 1979 | Brasile | 16 – 6 | Paraguay | C.D. Stade Français |

| Santiago del Cile 12 ottobre 1979            | Cile | 9 – 9      | Uruguay | C.D. Stade Français |
| c.p. J. Zerbino Planella (3) drop Ubilla (2) |      |            |         |                     |
|                                              |      |            |         |                     |
|                                              | c.p. | J. Zerbino |         |                     |
| Planella (3)                                 | drop | Ubilla (2) |         |                     |

## Classifica
| Pos | Squadra   | G | V | N | P | PF  | PS  | DP   | Pt |
| --- | --------- | - | - | - | - | --- | --- | ---- | -- |
| 1   | Argentina | 4 | 4 | 0 | 0 | 238 | 47  | +191 | 8  |
| 2   | Uruguay   | 4 | 2 | 1 | 1 | 126 | 37  | +89  | 5  |
| 3   | Cile      | 4 | 2 | 1 | 1 | 104 | 62  | +42  | 5  |
| 4   | Brasile   | 4 | 1 | 0 | 3 | 25  | 216 | −191 | 2  |
| 5   | Paraguay  | 4 | 0 | 0 | 4 | 41  | 172 | −131 | 0  |